# Dionisio IV di Costantinopoli
Dionisio IV, detto "il Musulmano" (in greco Διονύσιος Δ΄ Μουσελίμης?; Costantinopoli, ... – Târgoviște, 23 settembre 1696), è stato un arcivescovo ortodosso greco, patriarca ecumenico di Costantinopoli per più volte nel corso del XVII secolo.

## Biografia
Nacque a Costantinopoli e crebbe nel quartiere di Fener. Studio all'Università greco-ortodossa di Fener e lavorò come ufficiale amministrativo presso il patriarcato ecumenico di Costantinopoli. Il 9 agosto 1662 fu eletto metropolita di Larissa, dove rimase fino al 1671, quando fu eletto patriarca di Costantinopoli.
Dopo il suo secondo mandato come patriarca di Costantinopoli, dal 1676 al 1679, si trasferì in Valacchia, una regione storica della Romania. Dionisio iniziò un conflitto con il patriarca Giacomo, che costrinse a dimettersi nel 1682. Dopo il suo terzo mandato, dal 1682 al 1684, quando Partenio IV fu rieletto per la sua quarta volta al soglio patriarcale, si trasferì a Calcedonia rimanendo nella città fino al 1686. Ritornò a Costantinopoli il 7 aprile 1686 e depose nuovamente Giacomo, che era stato rieletto, prendendone il suo posto. Dopo la sua deposizione, Giacomo offrì al Gran visir dell'impero ottomano una grande somma di denaro e riuscì a riprendere il posto da patriarca deponendo Dionisio il 17 ottobre 1687.
Fu imprigionato dai turchi ottomani due volte, nel 1679 e dal 1687 al 1688. Dopo la sua definitiva rimozione dal trono patriarcale nel 1694, si ritirò a Bucarest, in Romania. Dionisio morì il 23 settembre 1696 a Târgoviște in Valacchia e fu sepolto nel monastero Radu Vodă, un monastero ortodosso rumeno a Bucarest.
Durante il suo periodo di patriarcato affrontò molte problematiche tra i religiosi e i politici, facendo prendere posizione alla chiesa ortodossa contro le confessioni protestanti e i teologi calvinisti.